# 桜橋 (神石高原町)

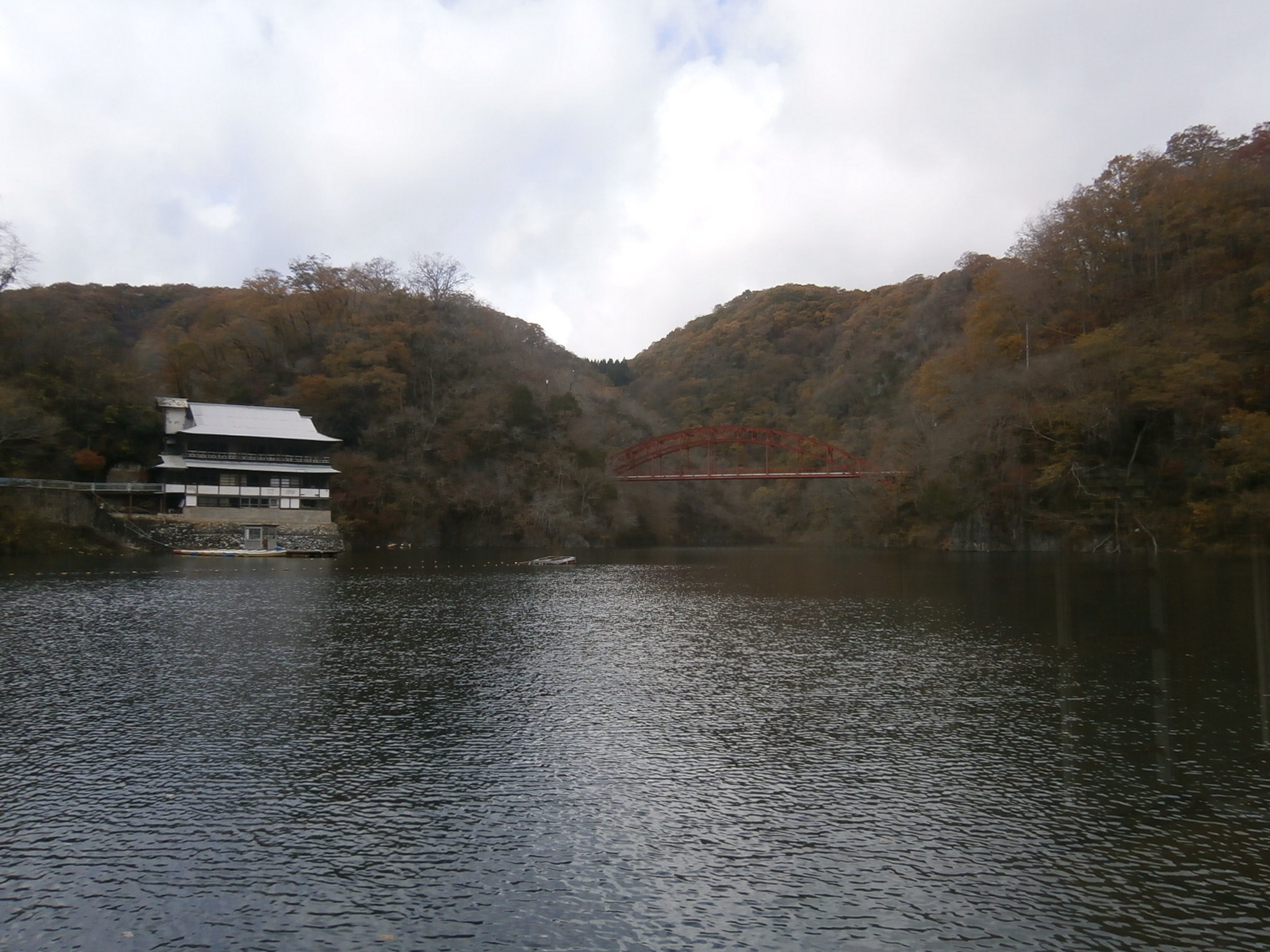
湖上から見た桜橋

桜橋（さくらはし）は、広島県北東部の帝釈峡内帝釈川にかかる人道橋(歩道橋)。

## 概要
帝釈川ダムのダム湖である神竜湖に流入する帝釈川にかかる橋である。広島県環境県民局環境部が維持管理している。遊覧船で下からも眺められる。
中国自然歩道南北ルート筋の橋であり、帝釈峡の探勝歩道の橋の一つ。橋の袂には1934年（昭和9年）3月24日に発生した神竜湖遊覧船沈没事故の慰霊碑が建立されている。
1924年（大正13年）帝釈川ダム完成に伴い、1930年（昭和5年）紅葉橋（現神龍橋）が架橋された。この桜橋はそこから少し遅れて1937年（昭和12年）に開通した。
2011年（平成23年）国の登録有形文化財に登録された。